# Hamaspora sinica
Hamaspora sinica är en svampart. Hamaspora sinica ingår i släktet Hamaspora och familjen Phragmidiaceae.

## Underarter
Arten delas in i följande underarter:
- trisepta
- sinica